# 金仁旭
金 仁旭（キム・イヌク、김인욱）は、大日本帝国陸軍の軍人。創氏改名による日本名は金海 旭。

## 経歴
韓国陸軍武官学校在学中に日本の陸軍幼年学校に編入。1915年5月、陸軍士官学校第27期卒業。歩兵第48連隊に配属。同年12月25日、少尉任官。
1919年4月15日、歩兵中尉。
1925年8月7日、歩兵大尉。同年9月15日、歩兵第77連隊大隊副官。
1927年3月15日、歩兵第77連隊中隊長。
1928年、第77連隊第3大隊第9中隊長として第2次山東出兵に参加し、5月から8月まで遼東半島に駐留した。
1929年12月10日、歩兵第77連隊附。
1932年9月、平安北道江界守備隊第1中隊長として鴨緑江対岸を行き来し、抗日武装部隊に大きな打撃を与えた。
1933年3月18日、李王垠御附武官。
1934年3月5日、歩兵少佐。
1935年8月1日、歩兵第74連隊附。
1937年6月、第19師団所属で咸鏡道と間島一帯で活動していた抗日武装部隊を攻撃。咸鏡南道三水郡の鴨緑江辺に位置する新乫坡鎮から約14キロ以北の密林地帯に集結した金日成、崔賢、曺国安連合部隊を恵山鎮部隊を率いて攻撃し、隊員50余名を射殺し、多くの負傷者を出した。
1944年10月3日、独立混成第17旅団司令部附から咸興陸軍兵事部課長。
1945年3月31日、予備役被仰付。平壌に居住していたところソ連軍に連行され、消息不明。
死後は親日反民族行為者に認定された。

## 勲章
- 勲六等瑞宝章 1928年11月[8]
- 勲五等瑞宝章 1934年2月[8]
- 満州国建国功労章 1934年3月[8]